# Amt Lorsch
Das Amt Lorsch (zeitweise auch: Amtsvogtei Lorsch) war ein Amt zunächst von Kurmainz, später von Hessen.

## Funktion
In der Frühen Neuzeit waren Ämter eine Ebene zwischen den Gemeinden und der Landesherrschaft. Die Funktionen von Verwaltung und Rechtsprechung waren hier nicht getrennt. Dem Amt stand ein Amtmann vor, der von der Landesherrschaft eingesetzt wurde. 

## Geschichte

### Entstehung
Das Kloster Lorsch wurde im Jahre 764 gestiftet und erwarb im Laufe der Jahrhunderte umfangreichen Besitz. Das Kloster büßte die 772 erworbene Reichsunmittelbarkeit 1232 ein und wurde dem Hochstift Mainz zugeschlagen, wobei die Kurpfalz über die Vogtei verfügte. Der ehemalige Lorscher Besitz wurde nun zum mainzischen Oberamt Starkenburg. In Lorsch bestand die Oberschaffnerei Lorsch als Unterorganisation.

### Mainz
1782 führte das Kurfürstentum Mainz eine Verwaltungsreform durch und gliederte das bisherige Amt Heppenheim in vier Unterämter oder Amtsvogteien. Das „Amt Heppenheim“ wurde nun als „Oberamt“ bezeichnet. Eine dieser vier neuen Amtsvogteien war das Amt Lorsch.
Hierarchisch gab es im Kurstaat über dem „Oberamt Heppenheim“ noch das „Oberamt Starkenburg“ das zum „Unteren Erzstift“ des Kurfürstentums zählte. Die Obere Gerichtsbarkeit wurde vom Oberamtsrichter und den Amtskellnern von Heppenheim und Bensheim als Beisitzern ausgeübt. Auf der Ebene des Amtes Lorsch war der Amtmann Richter und Chef der Verwaltung.
Mit dem Reichsdeputationshauptschluss von 1803 wurde Kurmainz aufgelöst. Neben zahlreichen anderen Ämtern aus dessen rechtsrheinischem ehemaligen Bestand fiel auch das Amt Lorsch an die Landgrafschaft Hessen-Darmstadt.

### Hessen
Die Landgrafschaft übernahm das Amt Lorsch nun als eigene Verwaltungseinheit. Die Oberämter entfielen 1805 und es unterstand dem Fürstentum Starkenburg (ab 1816: Provinz Starkenburg). 1806 avancierte die Landgrafschaft zum Großherzogtum Hessen.
1821 kam es zu einer Justiz- und Verwaltungsreform, mit der auch die Trennung der Rechtsprechung von der Verwaltung auf unterer Ebene umgesetzt wurde. Die Ämter wurden aufgelöst, ihre Aufgaben hinsichtlich der Verwaltung neu gebildeten Landratsbezirken, die erstinstanzliche Rechtsprechung Landgerichten übertragen. Das Amt Lorsch wurde aufgelöst, dessen Verwaltungsaufgaben dem Landratsbezirk Heppenheim und dessen Aufgaben in der Rechtsprechung dem Landgericht Lorsch übertragen.

## Umfang
Zur Amtsvogtei Lorsch gehörten die Gemeinden
- Lorsch,
- Biblis,
- Bürstadt,
- Klein-Hausen,
- Seehof,
- Viernheim und
- Wattenheim.

## Recht
Im Amt Lorsch galt das zuletzt formal 1755 im Kurfürstentum noch einmal eingeführte Mainzer Landrecht als Partikularrecht. Das Gemeine Recht galt darüber hinaus, soweit das Mainzer Landrecht spezielle Regelungen für einen Sachverhalt nicht enthielt. Dieses Sonderrecht behielt seine Geltung auch im gesamten 19. Jahrhundert während der Zugehörigkeit des Gebietes zum Großherzogtum Hessen und wurde erst zum 1. Januar 1900 von dem einheitlich im ganzen Deutschen Reich geltenden Bürgerlichen Gesetzbuch abgelöst.